# Diamond Head
Diamond Head é uma banda britânica de heavy metal formada em 1976 na cidade de Stourbridge, Inglaterra. Foi uma das primeiras bandas da New Wave of British Heavy Metal (NWOBHM), influenciando fortemente bandas como Metallica e Megadeth.

## História
A banda gravou fitas cassetes demo entre 1977 e 1979 e ganhou muita atenção na turnê com AC/DC e Iron Maiden. Seu primeiro álbum, Lightning to the Nations, foi gravado em 1980 pela Happy Face Records, e seu sucesso acarretou mais tarde um contrato com a MCA Records em 1981, de onde foram lançados mais dois álbuns, Borrowed Time e Canterbury, gravados em 1982 e 1983.

## Formação

### Atual
- Rasmus Anderson – vocal (2014 – presente)
- Brian Tatler — guitarra, backing vocals  (1976-presente)
- Andy "Abbz" Abberley – guitarra (2006–presente)
- Dean Ashton - baixo, backing vocals (2016–presente)
- Karl Wilcox — bateria (1991–presente)

### Membros do passado
- Sean Harris — vocal e guitarra (1976–1985, 1990–1994, 2000–2004)
- Duncan Scott — bateria (1976–1983)
- Colin Kimberley — baixo (1978–1983)
- Josh Phillips-Gorse — teclados (1983–1984)
- Robbie France — bateria (1983–1984; faleceu em 2012)
- Mervyn "Merv" Goldsworthy— baixo (1983)  (Samson)
- David Williamson — baixo (1984)
- Eddie "Chaos" Moohan — baixo (1991, 2002–2016)
- Pete Vuckovic  — baixo (1992–1994)
- Floyd Brennan — guitarra (2000–2002)
- Adrian Mills – guitarra  (2003–2006)
- Nick Tart — vocal (2004–2014)

## Discografia
Álbuns de estúdio

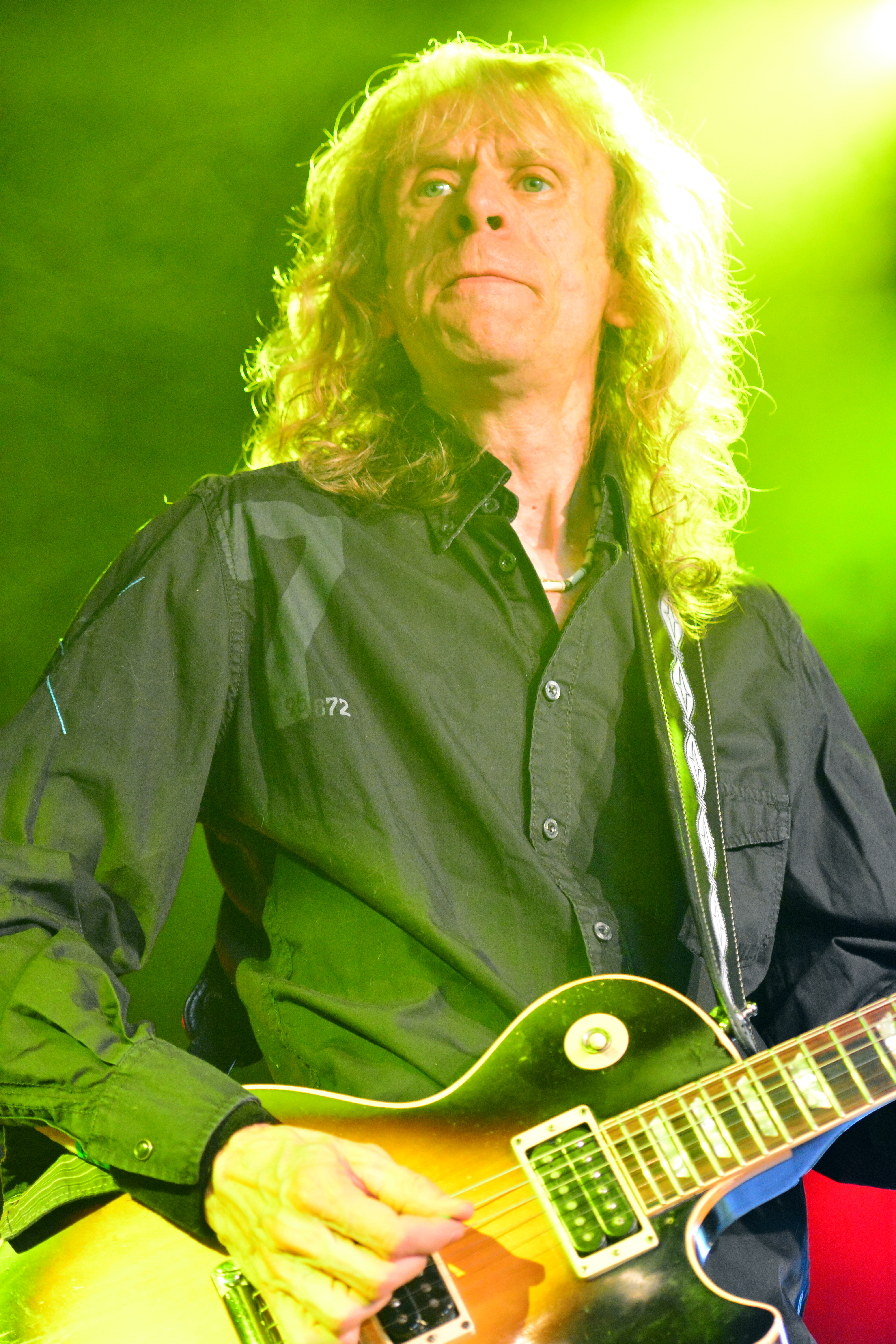
Brian Tatler, guitarrista e fundador da banda em 2014

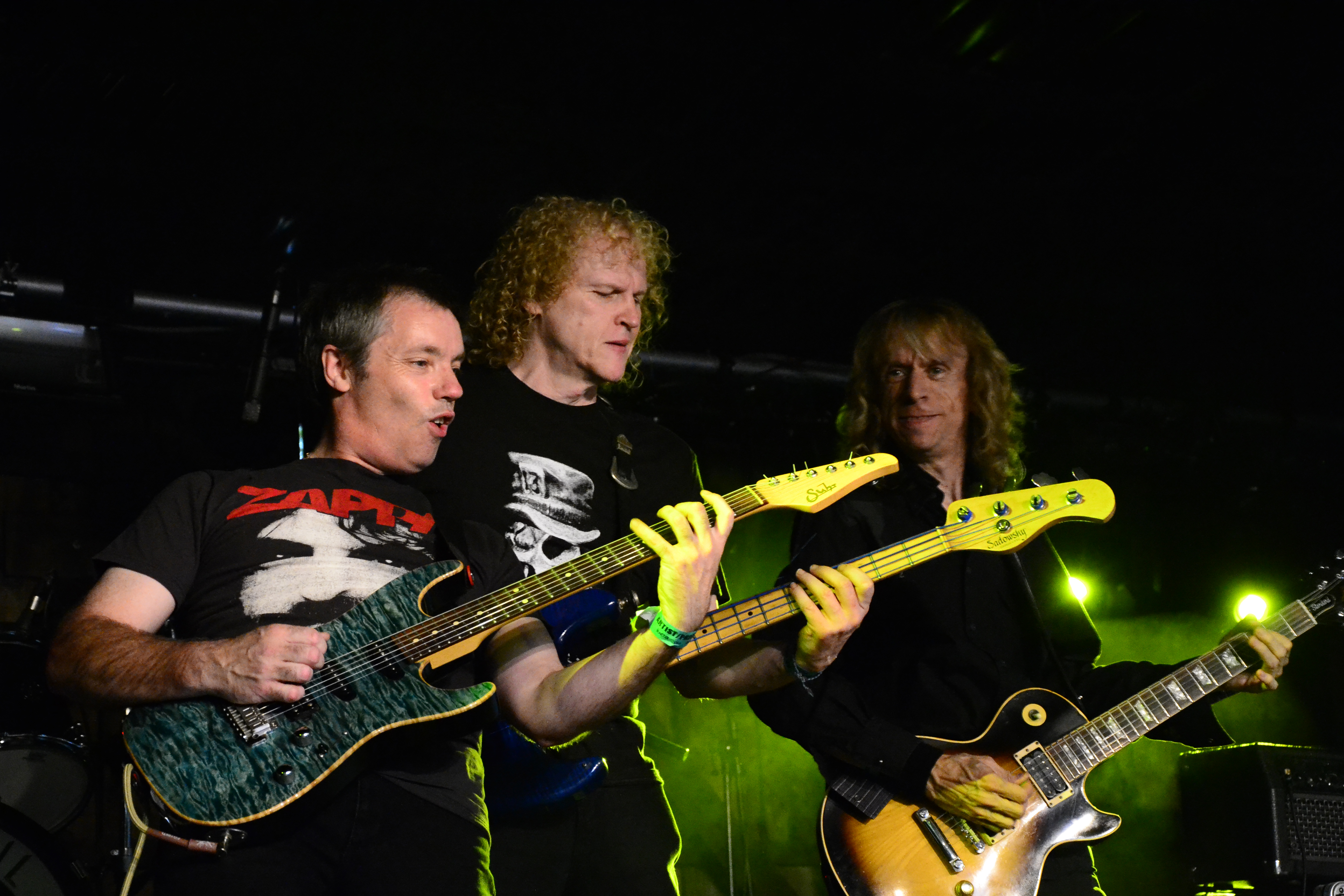
Diamond Head no Headbangers Open Air 2014

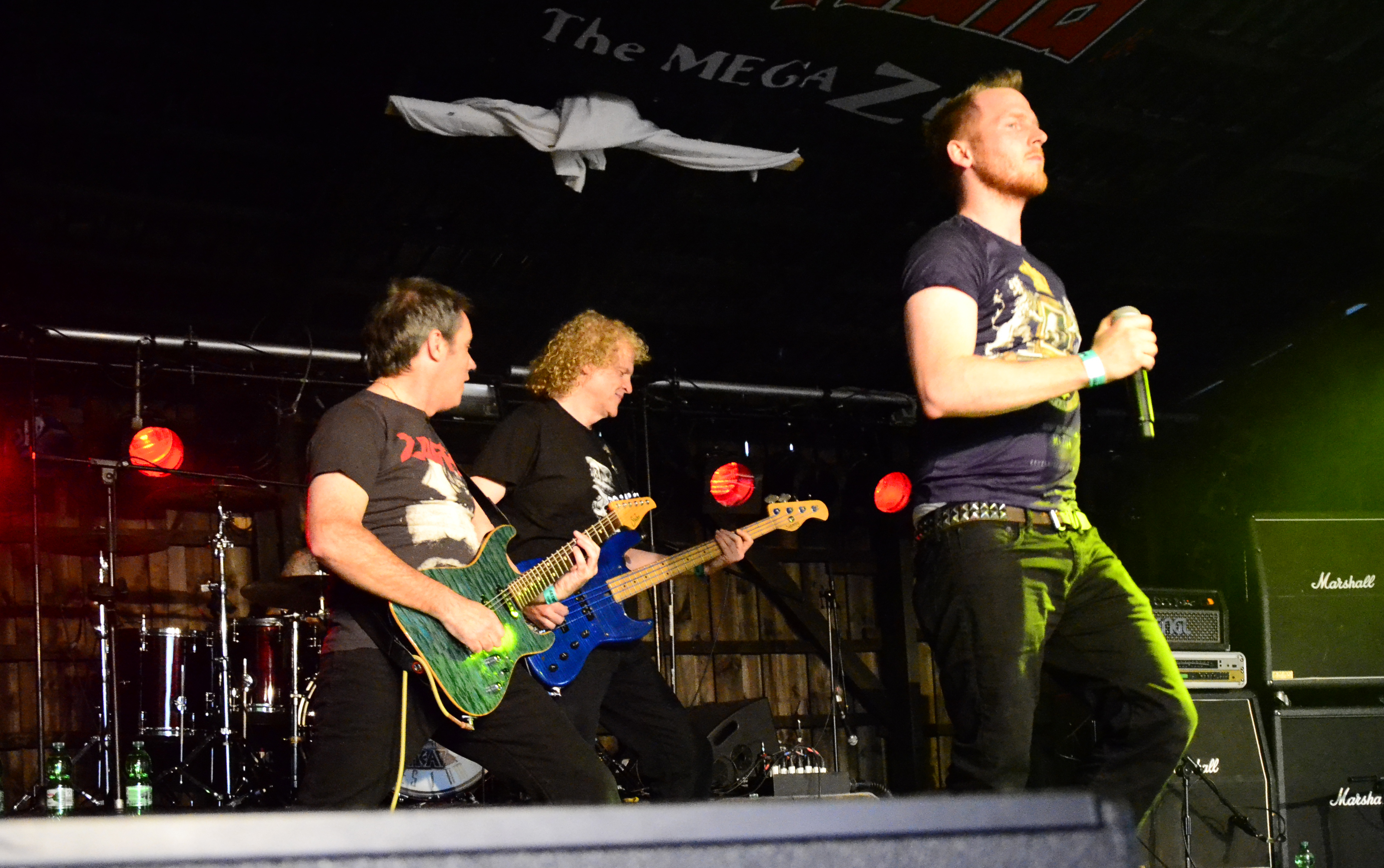
Diamond Head no Headbangers Open Air 2014

- Lightning to the Nations  ou  The White Album (1980)
- Borrowed Time (1982)
- Canterbury (1983)
- Death and Progress (1993)
- All Will Be Revealed (2005)
- What's in Your Head? (2007)
- Diamond Head (2016)
- The Coffin Train (2019)

Álbuns ao vivo
- The Friday Rock Show Sessions / Live at Reading (1992)
- Evil Live (1994)
- It's Electric (2006)
- Live at the BBC (2010)

Singles e EPs
- Shoot out the Lights (1980)
- Sweet and Innocent (1980)
- Diamond Lights EP (1981)
- Call Me (1982)
- In The Heat Of The Night (1982)
- Four Cuts EP (1982)
- Makin' Music (1983)
- Out Of Phase (1983)
- Sucking My Love (1983)
- Wild On The Streets/I Can't Help Myself (1991)
- Acoustic: First Cuts EP (2002)

Coletâneas
- Behold the Beginning (1991)
- Am I Evil? (1987)
- Sweet and Innocent (1988)
- Singles (1992)
- Helpless (1996)
- To Heaven From Hell (1997)
- The Best Of (1999)
- Diamond Nights (2000)
- The Diamond Head Anthology: Am I Evil? (2004)
- The MCA Years (2009)
- Am I Evil?: The Best Of  (2013)